# Great Debaters
Great Debaters (originaltitel The Great Debaters) är en amerikansk film från 2007. I Sverige gick den aldrig på bio, men släpptes på dvd i december 2009.

## Handling
Filmen är baserad på den sanna historien om Melvin B. Tolson, en lärare på det svarta colleget Wiley College i Marshall, Texas, 1935. I en tid av rasism inspirerade han studenterna till att starta skolans första debattlag som blev ett av de första att debattera mot ett lag med vita studenter.

## Om filmen
Denzel Washington både regisserade och spelar en av huvudrollerna. Filmen producerades bl.a. av Oprah Winfrey och hennes produktionsbolag Harpo Productions. 

## Rollista (urval)
- Denzel Washington - Melvin B. Tolson
- Forest Whitaker - Dr. James Farmer Sr.
- Nate Parker - Henry Lowe
- Jurnee Smollett - Samantha Booke
- Denzel Whitaker - James Farmer Jr.
- Jermaine Williams - Hamilton Burgess
- Gina Ravera - Ruth Tolson
- John Heard - Dozier, sheriff
- Kimberly Elise - Pearl Farmer
- Devyn A. Tyler - Helen Farmer
- Trenton McClain Boyd - Nathaniel Farmer